# باولو غيريرو (لاعب كرة قدم برازيلي)
باولو غيريرو (بالبرتغالية: Paulo José de Oliveira‏) هو لاعب كرة قدم برازيلي في مركز الهجوم، ولد في 9 أبريل 1986 في ساو جوزيه دوس كامبوس في البرازيل. لعب مع ريد بل براغانتينو ونادي أوربرو ونادي الظفرة ونادي بارانا ونادي كشله ونادي هكن.

## وصلات خارجية
- باولو غيريرو (لاعب كرة قدم برازيلي) على موقع اتحاد السويد (السويدية)
- باولو غيريرو (لاعب كرة قدم برازيلي) على موقع قاعدة بيانات كرة القدم.إي يو (الإنجليزية)
- باولو غيريرو (لاعب كرة قدم برازيلي) على موقع Soccerway.com (الإنجليزية)
- باولو غيريرو (لاعب كرة قدم برازيلي) على موقع عالم كرة القدم.نت (الإنجليزية)